# Lorenzo Palermo
Lorenzo Palermo (Nuoro, 1953) è un politico italiano.

## Biografia
Avvocato e dirigente politico sardista nasce a Nuoro, dove compie gli studi sino alla maturità  presso il Liceo ginnasio statale Giorgio Asproni.
Studente presso la Scuola Superiore di Studi universitari Sant'Anna di Pisa si laurea in legge e consegue il dottorato di ricerca in diritto costituzionale sempre presso il San'Anna. Aderisce al gruppo riunito intorno al giornale "Su Populu Sardu" e diviene attivo in quella redazione e nell'altra di "Radiu Supramonte". Ritornato stabilmente in Sardegna nel 1979 comincia la professione di avvocato.    Nel 1980 aderisce al Partito Sardo d'Azione, del quale sarà Segretario Nazionale dal 1995 al 1997 e Presidente dal 2000 al 2004. È Presidente della Scuola di Formazione Forense e dell'AILUN di Nuoro. È autore di scritti giuridici e politici.

## Opere
- Hypothesen zum Schutz der sardischen Minderheit (Ipotesi di tutela costituzionale della lingua sarda),  su Europa Ethnica, III, 1978.
- Coscienza autonomista e sviluppo della specialità verso un nuovo rapporto stato-regione sarda (con Alberto Azzena), Il Mulino, Bologna, 1981.
- Agenda: scontri, forze, polemiche, idee di un anno di azione nel Partito Sardo, Nuoro, 1999.